# Eolia, Missouri
Eolia, Missouri (енгл. Eolia) град је у америчкој савезној држави Мисури.

## Демографија
По попису из 2010. године број становника је 522, што је 87 (20,0%) становника више него 2000. године.
| Група             | 2000.       | 2010.       |
| Белци             | 398 (91,5%) | 465 (89,1%) |
| Афроамериканци    | 25 (5,7%)   | 30 (5,7%)   |
| Азијати           | 0 (0,0%)    | 0 (0,0%)    |
| Хиспаноамериканци | 8 (1,8%)    | 15 (2,9%)   |
| Укупно            | 435         | 522         |